# Акжарское
Акжарское — село в Ясненском городском округе Оренбургской области России. Согласно административно-территориальному устройству сохраняет свой статус административного центра Акжарского сельсовета Ясненского района.

## География
Село находится в юго-восточной части области, в степной зоне, в пределах Кумакско-Киембайского холмисто-увалистого района Зауральского плато, по берегу речки Акжарка, на расстоянии примерно 31 километра (по прямой) к западу-северо-западу (WNW) от административного центра района — города Ясный.
Абсолютная высота — 285 метров над уровнем моря.
Уличная сеть
состоит из десяти улиц и одного переулка:
- Больничный пер.
- улицы 8 Марта, Восточная, Механизаторов, Молодёжная, Новая, Первоцелинников, Победы, Полевая, Советская, Степная.

Климат
умеренный, резко континентальный. Средняя температура января −18 °C, июля — +21 °C. Годовое количество осадков — 250—290 мм.
Часовой пояс
Село Акжарское, как и вся Оренбургская область, находится в часовой зоне МСК+2. Смещение применяемого времени относительно UTC составляет +5:00.

## История
В 1966 г. Указом Президиума ВС РСФСР село центральной усадьбы совхоза «Акжарский» переименовано в Акжарское.
До 1 января 2016 года село являлось административным центром Акжарского сельсовета.

## Население
| 2010 |
| ---- |
| 542  |

Гендерный состав
По данным Всероссийской переписи населения 2010 года в гендерной структуре населения мужчины составляли 45,76 %, женщины — соответственно 54,24 %.
Национальный состав
Согласно результатам переписи 2002 года, в национальной структуре населения казахи составляли 66 %.

## Инфраструктура
В селе функционирует основная общеобразовательная школа, Акжарская врачебная амбулатория — обособленное подразделение Муниципального учреждения здравоохранения Ясненская центральная районная больница.

## Транспорт
Доступен автотранспортом. Остановка общественного транспорта «Акжарское».